# 別所直樹
別所直樹（べっしょ なおき、1921年8月16日 -1992年）は、詩人、評論家。シンガポールにて生まれる。原籍地は宮城県。
母の築地藤子は、アララギの歌人であり、斎藤茂吉、島木赤彦などと親交があり同時代に活動していた。
上智大学経済学科卒業後、新聞、雑誌記者を経て文筆生活に入る。
1938年頃から「アララギ」に短歌を寄せ、土屋文明の門にあったが、同時に現代詩にも手を染め、次第に短歌から遠ざかる。「日本詩壇」「若草」に投稿。1943年太宰治の知遇を得、その死までの5年間を師事する。「鱒」「詩行動」「新日本詩人」「文学者」にも寄稿。「灰」主宰。
太宰治との親交にかかわる逸話として、戦時中の物資不足の折、酒が手に入ったとの報に仲間達と共に太宰のもとに集まりささやかな宴の最中、直樹は、誤って酒をこぼしてしまい、ひたすら恐縮する別所に対し太宰は次のように語ったという。
「こぼした酒は多く見えるものだ。気にすることはない。」、「私もスポイトで吸ってみたが大したことなかった。」
また、太宰の死の前後の様子をよく知る別所は、「（太宰には）家族もいるのだから、その気持ちを考えれば、知っていても書けないことだってある」と晩年語っていた。

## 著書
- 『別所直樹詩集』詩行動社, 1952
- 詩集『夜を呼ぶ歌』白虹荘, 1961
- 『太宰治の言葉』芳賀書店 1963
- 『郷愁の太宰治』審美社, 1964
- 『宝石奇談 呪われた話・不思議な話』芸文社 アルファ・ブックス 1966
- 『現代詩鑑賞と作法』清風書房, 1967
- 『戦艦プリンス・オブ・ウェールズの最期 日本航空隊・英艦隊96分の死闘』大光社 1967
- 『悪魔の聖書 世界の愛・罪・祈りの詩歌』芳賀書店 1968
- 『不思議なふしぎな物語』芸文社 1968
- 『けちんぼ博物誌』合同美術出版 1969
- 『太宰治 人と作品』清風書房出版 1969
- 『不思議な世界の怪奇な話』芸文社 1969
- 『はなやかな才女たち』虎見書房 1971
- 『自殺の美学』日芸出版 1972
- 『太宰治失意の遺書』世紀社出版 1974
- 『別所直樹詩選集』別所美江子編 別所直樹詩選集刊行会 1996

### 共編著
- 『笛と映える泉 詩集』朝比奈栄次共著 甲子社書房 1943
- 『太宰治研究 文献ノート』編著 図書新聞社 1964
- 『太宰治の魅力』竹内良夫,桂英澄共著 檀一雄編 大光社 1966
- 『田中英光愛と死と』竹内良夫共著 大光社 1967
- 『季節の手帳 暮しの栞』編 虎見書房 1968
- 『真実の言葉 人生の名言』編 虎見書房 1968
- 『愛とは何か 名言』編 虎見書房 1969
- 『断章・太宰治』編著 世界書院 1971